# Kelly Slater
Pour les articles homonymes, voir Slater.
 (mai 2017).
Si vous disposez d'ouvrages ou d'articles de référence ou si vous connaissez des sites web de qualité traitant du thème abordé ici, merci de compléter l'article en donnant les références utiles à sa vérifiabilité et en les liant à la section « Notes et références ».
Kelly Slater (né Robert Kelly Slater le 11 février 1972 à Cocoa Beach en Floride) est un surfeur professionnel américain. Il est considéré comme le meilleur surfeur de tous les temps.Il détient onze titres de champion du monde de surf, remporte à 50 ans et pour la 8e fois le Billabong Pro Pipeline (Billabong Pipe Masters) trente ans après sa première victoire et plus de cinquante victoires sur le circuit d'élite WCT ce qui constitue un record.

## Biographie

### Enfance
Robert Kelly Slater est né à Cocoa Beach, en Floride, d'une mère aux racines irlandaises et d'un père d'ancêtres syriens,,. Il a deux frères, Sean, plus âgé et Stephen, plus jeune, surfeurs également. Son père tient un magasin de pêche qui fait faillite. Il se met à boire et à frapper ses enfants et quitte le domicile conjugal quatre ans plus tard. Sa mère doit faire plusieurs petits boulots pour joindre les deux bouts.[réf. nécessaire]Le jeune Kelly souffrant de l'absence de son père se réfugie dans le surf qu'il découvre avec ses frères.[Interprétation personnelle ?]

### Carrière professionnelle
Il est onze fois champion du monde de surf (1992, 1994, 1995, 1996, 1997, 1998, 2005, 2006, 2008, 2010, 2011).
Slater prend une première retraite en 1999 mais revient sur le circuit professionnel en 2003 pour en récupérer le titre en 2005. Cette dernière victoire fait de lui le champion de surf le plus titré au monde, ainsi que le plus vieux champion du monde (record amélioré en 2006, 2008, 2010 et enfin 2011), après avoir été le plus jeune en 1992. Il possède onze titres de champion du monde et 52 victoires en championnat du monde (contre 33 victoires pour Tom Curren).
Après une année 2008 durant laquelle il remporte 6 des 11 épreuves et qu'il finit largement en tête pour son 9e titre, il vit une année 2009 plus délicate et termine seulement sixième. Il remporte cependant en 2010 son 10e titre WCT avec quatre victoires dans la saison. La saison 2011 voit Kelly Slater s'imposer trois fois, et remporter une 11e couronne, améliorant encore ses records. Il signe pendant cette année sa 48e victoire WCT et la 60e de sa carrière, records absolus de la discipline.
En 2012, il est au coude à coude avec Joël Parkinson pour le titre qu'il perd lors de la dernière épreuve à Hawaii.
Kelly Slater était sponsorisé par la marque Quiksilver qu'il a quittée en 2014 et surfe avec des planches d'Al Merrick du début des années 1990 à 2014. Début avril 2014, il annonce le lancement de sa marque de surfwear, Outerknown, créée avec John Moore (créateur de la marque de surf M.Nii). En 2014, il lance également la marque de boisson énergisante Purps.

## Style

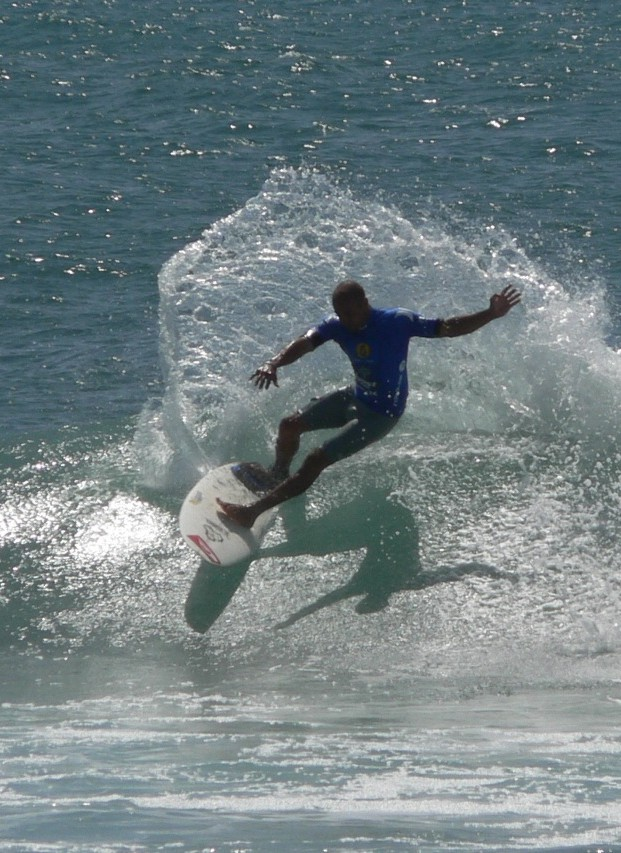
Kelly Slater à Trestles

Que ce soit sur des vagues artificielles de trente centimètres (compétitions au Japon en piscines indoor) ou à Jaws (spot de très grosses vagues), Pipeline, Teahupoo, Waimea ou Maverick's, son style et sa maîtrise le démarquent des autres surfeurs. Il se distingue notamment par sa vitesse et son équilibre qui lui ont permis de faire des figures risquées sans chuter ou donner une impression de lourdeur. Sa préférence pour le surf backside – dos à la vague, position pourtant non naturelle – est une de ses caractéristiques de surfeur. Il a réalisé des figures comme personne avant lui : floaters de quatre mètres (chute contrôlée avec la planche sur la lèvre de la vague), rollos (vrilles), 360° aériens, vagues en switchfoot. Selon ses dires c'est grâce d'une part à son gabarit moyen, équilibré, sa souplesse et son entraînement physique, et d'autre part à sa lecture des vagues et des mouvements de la houle, répétée tous les jours de sa jeunesse, qu'il est si à l'aise avec sa planche de surf.
Son spot de test-surf est RINCON à Santa Barbara. Il adore les îles Barbades et les îles Fidji.[réf. nécessaire]
Son modèle en surf est Tom Curren surnommé « Le Maître ». Tom Curren lui a donné ses secrets de style et de précision avec une règle d'or : « Quand tu surfes, ne casse jamais ta courbe, ta ligne... C'est comme un dessin en un seul trait... Le surf est une danse. » Kelly l'a reconnu clairement  " Je ne serais jamais devenu le champion que je suis sans Tom Curren ". Matt Kechele, Tom Carroll.. sont aussi ses références et ses soutiens.[réf. nécessaire]

## Engagements
Il est passionné par la sauvegarde des récifs coralliens, notamment en Californie en partenariat avec Reef Check.[réf. nécessaire]
Covid-19 : sceptique à l'égard de la vaccination, en janvier 2022, il soutient Novak Djokovic dans son bras de fer contre le gouvernement australien qui remet en cause la participation de ce dernier à l’Open d’Australie 

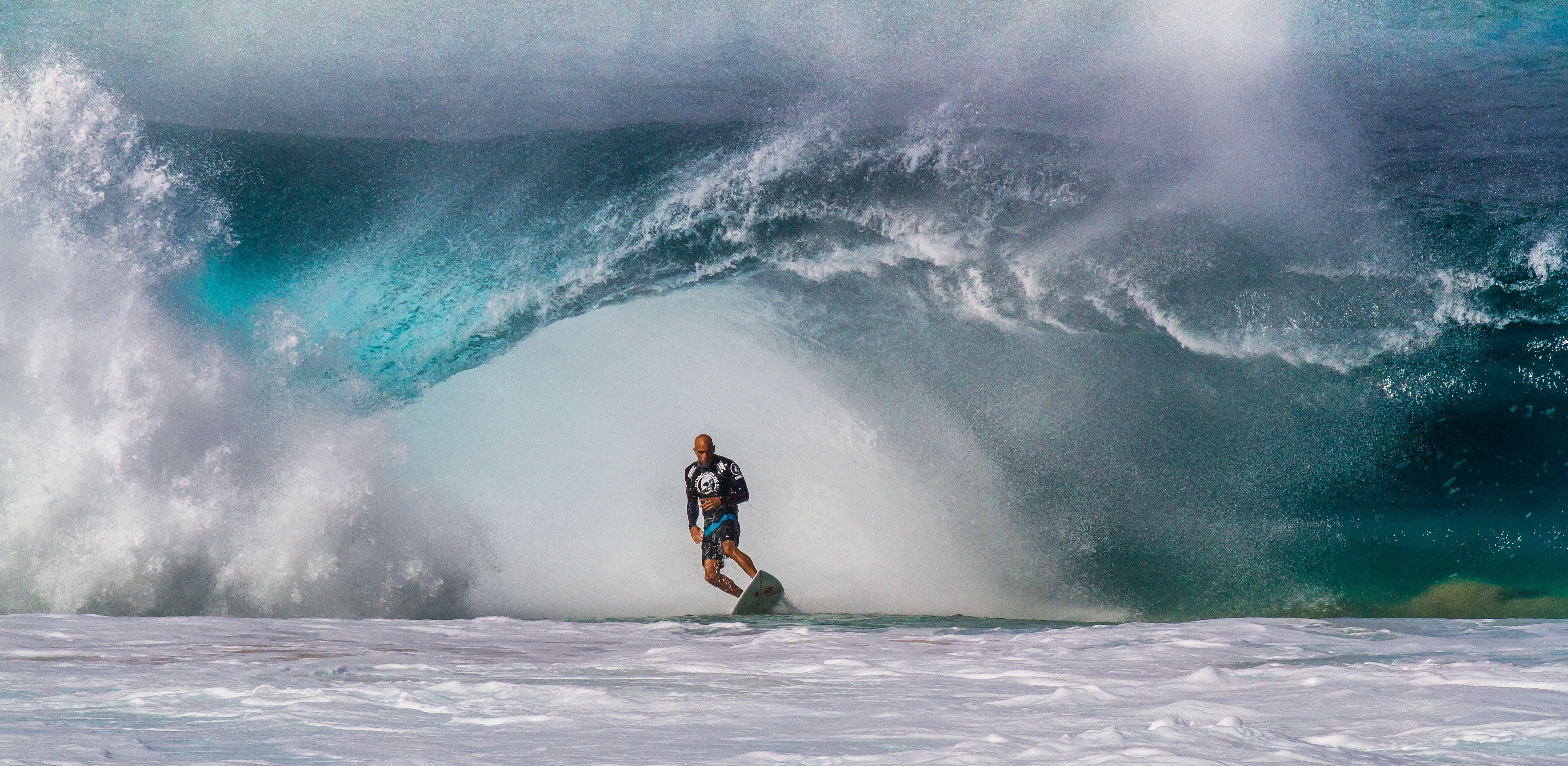
Kelly Slater échappant aux mâchoires d'une vague de la Banzai Pipeline à Hawaï.

## Palmarès

### Saison par saison[10]
- Nombre de victoires : 64
- Victoires au WCT : 56 (record de victoires devant les 33 victoires de Tom Curren)
- Titres de champion du monde : 11 (1992, 1994, 1995, 1996, 1997, 1998, 2005, 2006, 2008, 2010, 2011)

- Podiums en championnat du monde (CT):
- 1992 : 
  - 2e du Coca Cola Bottlers Classic à North Narrabeen (Australie)
  - 3e du Yoplait Réunion Pro à Saint-Leu (La Réunion)
  - 2e du Lacanau Pro à Lacanau (France)
  - 1er du Rip Curl Pro Landes à Hossegor (France)
  - 2e du Miyazaki Pro à Miyazaki (Japon)
  - 1er du Marui Masters à Banzai Pipeline sur le North Shore d'Oahu (Hawaï)

- 1993 :
  - 1er du Marui Pro Herbara Beach à Chiba (Japon)
  - 2e du Chiemsee Pipe Masters à Banzai Pipeline sur le North Shore d'Oahu (Hawaï)

- 1994 :
  - 1er du Rip Curl Pro Bells Beach à Bells Beach (Australie)
  - 3e du Marui Pro Herbara Beach à Chiba (Japon)
  - 2e de l'US Open à Huntington Beach (États-Unis)
  - 1er du Gotcha Lacanau Pro à Lacanau (France)
  - 2e du Rip Curl Pro à Hossegor (France)
  - 1er du Chiemsee Pipe Masters à Banzai Pipeline sur le North Shore d'Oahu (Hawaï)

- 1995 :
  - 3e du Marui Pro à Chiba (Japon)
  - 1er du Quiksilver Pro à Java (Indonésie)
  - 2e de l'US Open à Huntington Beach (États-Unis)
  - 3e du Rip Curl Pro à Hossegor (France)
  - 1er du Chiemsee Pipe Masters à Banzai Pipeline sur le North Shore d'Oahu (Hawaï)

- 1996 :
  - 1er du Coke Surf Classic à Sydney (Australie)
  - 3e du Quiksilver Pro à Java (Indonésie)
  - 1er du Rip Curl Pro Saint-Leu à Saint-Leu (La Réunion)
  - 1er du CSI/Billabong Pro à Jeffreys Bay (Afrique du Sud)
  - 1er de l'US Open à Huntington Beach (États-Unis)
  - 1er du Rip Curl Pro à Hossegor (France)
  - 1er du Quiksilver Surfmasters à Biarritz (France)
  - 1er du Chiemsee Pipe Masters à Banzai Pipeline sur le North Shore d'Oahu (Hawaï)

- 1997 :
  - 1er du Coke Surf Classic à Sydney (Australie)
  - 1er du Billabong Pro sur la Gold Coast (Australie)
  - 1er du Tokushima Pro à Tokushima (Japon)
  - 1er du Marui Pro à Chiba (Japon)
  - 2e du Kana Beach Pro à Lacanau (France)
  - 1er du Rio Surf Pro à Rio de Janeiro (Brésil)

- 1998 :
  - 1er du Billabong Pro sur la Gold Coast (Australie)
  - 3e du Rip Curl Pro à Hossegor (France)
  - 3e du Rio Marathon Surf Pro à Rio de Janeiro (Brésil)
  - 3e du Mountain Dew Pipe Masters à Banzai Pipeline sur le North Shore d'Oahu (Hawaï)

- 1999 :
  - 3e du Quiksilver Fiji Pro à Tavarua (Fidji)
  - 1er du Mountain Dew Pipe Masters à Banzai Pipeline sur le North Shore d'Oahu (Hawaï)

- 2000 :
  - 1er du Gotcha Pro Tahiti à Teahupoo (Tahiti)

- 2002 :
  - 3e du Boost Mobile Pro à San Clemente (États-Unis)
  - 3e du Quiksilver Pro France à Hossegor (France)
  - 3e du Xbox Pipeline Masters à Banzai Pipeline sur le North Shore d'Oahu (Hawaï)

- 2003 :
  - 1er du Billabong Pro Teahupoo à Teahupoo (Tahiti)
  - 1er du Billabong Pro J-Bay à Jeffreys Bay (Afrique du Sud)
  - 3e du Quiksilver Pro France à Hossegor (France)
  - 1er du Billabong Pro Mundaka à Mundaka (Espagne)
  - 1er du Santa Catarina Pro à Florianópolis (Brésil)

- 2004 :
  - 3e du Billabong Pro Teahupoo à Teahupoo (Tahiti)
  - 2e du Boost Mobile Pro of Surf à Trestles (États-Unis)
  - 3e du Quiksilver Pro France à Hossegor (France)

- 2005 :
  - 1er du Billabong Pro Teahupoo à Teahupoo (Tahiti)
  - 1er du Globe Pro Fiji à Tavarua (Fidji)
  - 1er du Billabong Pro J-Bay à Jeffreys Bay (Afrique du Sud)
  - 2e du Japan Quiksilver Pro à Chiba (Japon)
  - 1er du Boost Mobile Pro of Surf à Trestles (États-Unis)

- 2006 :
  - 1er du Quiksilver Pro Gold Coast sur la Gold Coast (Australie)
  - 1er du Rip Curl Pro Bells Beach à Bells Beach (Australie)
  - 3e du Billabong Pro Teahupoo à Teahupoo (Tahiti)
  - 3e du Billabong Pro J-Bay à Jeffreys Bay (Afrique du Sud)
  - 2e du Boost Mobile Pro of Surf à Trestles (États-Unis)
  - 3e du Quiksilver Pro France à Hossegor (France)
  - 2e du Billabong Pro Mundaka à Mundaka (Espagne)
  - 2e du Rip Curl Cup à Banzai Pipeline sur le North Shore d'Oahu (Hawaï)

- 2007 :
  - 3e du Quiksilver Pro Gold Coast sur la Gold Coast (Australie)
  - 2e du Billabong Pro J-Bay à Jeffreys Bay (Afrique du Sud)
  - 1er du Boost Mobile Pro of Surf à Trestles (États-Unis)
  - 3e du Billabong Pro Mundaka à Mundaka (Espagne)

- 2008 :
  - 1er du Quiksilver Pro Gold Coast sur la Gold Coast (Australie)
  - 1er du Rip Curl Pro Bells Beach à Bells Beach (Australie)
  - 1er du Globe Pro Fiji à Tavarua (Fidji)
  - 1er du Billabong Pro J-Bay à Jeffreys Bay (Afrique du Sud)
  - 1er du Boost Mobile Pro of Surf à Trestles (États-Unis)
  - 2e du Quiksilver Pro France à Hossegor (France)
  - 1er du Billabong Pipe Masters à Banzai Pipeline sur le North Shore d'Oahu (Hawaï)

- 2009 :
  - 1er du Hang Loose Santa Catarina Pro à Laguna (Brésil)
  - 3e du Hurley Pro à San Clemente (États-Unis)
  - 3e du Billabong Pro Mundaka à Mundaka (Espagne)
  - 2e du Billabong Pipe Masters à Banzai Pipeline sur le North Shore d'Oahu (Hawaï)

- 2010 :
  - 1er du Rip Curl Pro Bells Beach à Bells Beach (Australie)
  - 2e du Santa Catarina Pro à Laguna (Brésil)
  - 3e du Billabong Pro Teahupoo à Teahupoo (Tahiti)
  - 1er du Hurley Pro à Trestles (États-Unis)
  - 2e du Quiksilver Pro France à Hossegor (France)
  - 1er du Rip Curl Pro Portugal à Peniche (Portugal)
  - 1er du Rip Curl Pro Search à Middles (Porto Rico)
  - 3e du Billabong Pipe Masters à Banzai Pipeline sur le North Shore d'Oahu (Hawaï)

- 2011 :
  - 1er du Quiksilver Pro Gold Coast sur la Gold Coast (Australie)
  - 1er du Billabong Pro Teahupoo à Teahupoo (Tahiti)
  - 2e du Quiksilver Pro New York à Nassau (États-Unis)
  - 1er du Hurley Pro à Trestles (États-Unis)
  - 2e du Rip Curl Pro Portugal à Peniche (Portugal)
  - 3e du Billabong Pipe Masters à Banzai Pipeline sur le North Shore d'Oahu (Hawaï)

- 2012 :
  - 2e du Rip Curl Pro Bells Beach à Bells Beach (Australie)
  - 1er du Volcom Fiji Pro à Tavarua (Fidji)
  - 1er du Hurley Pro à Trestles (États-Unis)
  - 1er du Quiksilver Pro France à Hossegor (France)
  - 3e du Billabong Pipe Masters à Banzai Pipeline sur le North Shore d'Oahu (Hawaï)

- 2013 :
  - 1er du Quiksilver Pro Gold Coast sur la Gold Coast (Australie)
  - 1er du Volcom Fiji Pro à Tavarua (Fidji)
  - 2e du Billabong Pro Teahupoo à Teahupoo (Tahiti)
  - 1er du Billabong Pipe Masters à Banzai Pipeline sur le North Shore d'Oahu (Hawaï)

- 2014 :
  - 3e du Drug Aware Margaret River Pro à Margaret River (Australie)
  - 3e du Billabong Rio Pro à Rio de Janeiro (Brésil)
  - 2e du Billabong Pro Tahiti à Teahupoo (Tahiti)
  - 3e du Hurley Pro à Trestles (États-Unis)

- 2015 :
  - 3e du J-Bay Open à Jeffreys Bay (Afrique du Sud)

- 2016 :
  - 3e du Fiji Pro à Tavarua (Fidji)
  - 1er du Billabong Pro Teahupoo à Teahupoo (Tahiti)
  - 3e du Billabong Pipe Masters à Banzai Pipeline sur le North Shore d'Oahu (Hawaï)

- 2018 :
  - 3e du Surf Ranch Pro à Lemoore (États-Unis)
  - 3e du Billabong Pipe Masters à Banzai Pipeline sur le North Shore d'Oahu (Hawaï)

- 2019 : 
  - 3e du Corona Bali Protected à Keramas Beach (Indonésie)
  - 3e du Billabong Pipe Masters à Banzai Pipeline sur le North Shore d'Oahu (Hawaï)

- 2021 :
  - 3e du Billabong Pipe Pro à Banzai Pipeline sur le North Shore d'Oahu (Hawaï)

- 2022 :
  - 1er du Billabong Pipe Pro à Banzai Pipeline sur le North Shore d'Oahu (Hawaï)
  - 3e du Outerknown Tahiti Pro à Teahupoo (Tahiti)

- Hors championnat du monde:
- 1994 :
  - 1er du Bud Surf Tour à Seaside Reef (États-Unis) (WQS)
  - 1er du Bud Surf Tour à Huntington Beach (États-Unis) (WQS)
  - 1er du Sud Ouest Trophée (France) (Spécialité)
  - 1er du circuit WQS

- 1995 :
  - 1er de la Triple couronne de surf (Hawaï) (Spécialité)

- 1996 :
  - 1er du Sud Ouest Trophée (France) (Spécialité)
  - 1er du Da Hui Backdoor Shoutout à Banzai Pipeline sur le North Shore d'Oahu (Hawaï) (Spécialité)

- 1997 :
  - 1er du Typhoon Lagoon Surf Challenge à Lake Buena Vista (États-Unis) (Spécialité)
  - 1er de l'Australian Grand Slam (Australie) (Spécialité)

- 1998 :
  - 1er de la Triple couronne de surf (Hawaï) (Spécialité)

- 2002 :
  - 1er du Quiksilver in Memory of Eddie Aikau à Waimea Bay sur le North Shore d'Oahu (Hawaï) (Spécialité)

- 2003 :
  - 1er des X-Games SRF (États-Unis)

- 2004 :
  - 1er des X-Games SRF (États-Unis)
  - 1er du Snickers Australian Open à Maroubra, Sydney (Australie) (WQS)
  - 1er du Energy Australia Open à Newcastle (Australie) (WQS)

- 2011 :
  - 1er du Nike US Open of Surfing à Huntington Beach (États-Unis) (WQS)
  - 1er du circuit WQS

- 2012 :
  - 3e du Nike US Open of Surfing à Huntington Beach (États-Unis) (WQS)

- 2014 :
  - 1er du Volcom Pipe Pro à Banzai Pipeline sur le North Shore d'Oahu (Hawaï) (WQS)

- 2015 :
  - 3e du Volcom Pipe Pro à Banzai Pipeline sur le North Shore d'Oahu (Hawaï) (WQS)

- 2016 :
  - 1er du Volcom Pipe Pro à Banzai Pipeline sur le North Shore d'Oahu (Hawaï) (WQS)

- 2019 : 
  - 1er de la Triple couronne de surf (Hawaï) (Spécialité)

### Classements
| Année             | 1989 | 1990 | 1991 | 1992 | 1993 | 1994 | 1995 | 1996 | 1997 | 1998 |
| ----------------- | ---- | ---- | ---- | ---- | ---- | ---- | ---- | ---- | ---- | ---- |
| Championship Tour | 236e | 90e  | 43e  | 1er  | 6e   | 1er  | 1er  | 1er  | 1er  | 1er  |
| Année             | 1999 | 2000 | 2001 | 2002 | 2003 | 2004 | 2005 | 2006 | 2007 | 2008 |
| Championship Tour | -    | -    | -    | 9e   | 3e   | 2e   | 1er  | 1er  | 3e   | 1er  |
| Année             | 2009 | 2010 | 2011 | 2012 | 2013 | 2014 | 2015 | 2016 | 2017 | 2018 |
| Championship Tour | 6e   | 1er  | 1er  | 2e   | 2e   | 4e   | 9e   | 7e   | 28e  | 30e  |
| Année             | 2019 | 2020 | 2021 | 2022 | 2023 |      |      |      |      |      |
| Championship Tour | 8e   | -    | 18e  | 15e  | 23e  |      |      |      |      |      |

## Carrière dans l'audiovisuel

### Filmographie d'acteur
- 2001 : Divine mais dangereuse (One Night At McCool's) d'Harald Zwart : Jeep Owner
- 2007 : Les Rois de la glisse (Surf's Up) de Ash Brannon et Chris Buck : Lui-même

### Séries télévisées
- 1992-1993 : Alerte à Malibu (Baywatch) : Jimmy Slade (24 épisodes)
- 2001 : Arliss : Lui-même
- 2005 : Trippin : Lui-même (2 épisodes)

### Documentaires de surf et apparitions télévisées
- 1993 : Style = Shred Plus Soul (Vidéo)
- 1993 : One Ten: Two Forty (Vidéo)
- 1994 : The Endless Summer 2 ou Bruce Brown's The Endless Summer 2 (Documentaire) de Bruce Brown
- 1995 : H3O (émission télévisée) : présentateur
- 2000 : Thicker Than Water (Vidéo)
- 2000 : Hit & Run
- 2002 : Pipeline Sessions ou Kelly Slater's Pipeline Sessions
- 2003 : Jack Johnson: The September Sessions (Vidéo)
- 2003 : Step Into Liquid
- 2004 : The Big Bounce
- 2004 : Blue Horizon
- 2004 : Riding Giants
- 2004 : Life Rolls On (Vidéo)
- 2004 : A Brokedown Melody
- 2006 : The Kelly Slater Celebrity Surf Invitational
- 2006 : Pipeline Masters
- 2018 : Momentum Generation
- 2022 : Make or break (AppleTV+)

### Jeu vidéo
Le jeu vidéo Kelly Slater's Pro Surfer, sorti en 2002, mettait en scène Kelly et d'autres surfeurs en vogue dans diverses épreuves de surf. La jouabilité s'inspirait d'autres jeux sortis par Activision O2. Le jeu sortit sur GameCube, Macintosh, PlayStation 2, PC et Xbox. Il apparait aussi dans Tony Hawk's Pro Skater 3 en 2001.

## Vie privée
Il a une fille prénommée Taylor, née en 1996.
Il est ami avec le musicien Ben Harper, avec qui il a chanté lors du concert de Harper à Santa Barbara le 15 août 2006, ainsi qu'avec  Eddie Vedder, chanteur du groupe Pearl Jam, avec qui il lui arrive de surfer. Kelly, qui joue également de la guitare, a joué quelquefois avec le groupe (notamment sur Rockin' in the Free World le 7 juillet 2006 à San Diego),,.
Il est en couple avec la coach Kalani Miller et ils attendent un heureux événement pour l'été 2024.